# Fjärilen i glaskupan (film)
Fjärilen i glaskupan är en fransk-amerikansk film från 2007, regisserad av Julian Schnabel och skriven av Ronald Harwood. Den är baserad på Jean-Dominique Baubys memoarer Fjärilen i glaskupan från 1997. Filmen handlar om Baubys liv efter att han drabbats av en allvarlig stroke, som gjort honom förlamad. Han enda sätt att kommunicera är genom att blinka med sitt vänstra öga.
Fjärilen i glaskupan Oscarnominerades i flera kategorier: bästa regi (Julian Schnabel), bästa manus efter förlaga (Ronald Harwood), bästa foto (Janusz Kaminski) och bästa klippning (Juliette Welfling).

## Rollista i urval
- Mathieu Amalric – Jean-Dominique "Jean-Do" Bauby
- Emmanuelle Seigner – Céline Desmoulins
- Anne Consigny – Claude Mendibil
- Marie-Josée Croze – Henriette Durand
- Olatz López Garmendia – Marie Lopez
- Patrick Chesnais – doktor Lepage
- Max von Sydow – Papinou, Jean-Dominiques far
- Isaach de Bankolé – Laurent
- Marina Hands – Joséphine
- Niels Arestrup – Roussin
- Anne Alvaro – Betty
- Zinedine Soualem – Joubert